# 毬菊属
毬菊属（学名：Bolocephalus）是菊科下的一个属，为多年生草本植物。该属共有毬菊（Bolocephalus saussureoides）一种，分布于西藏。